# Platypholis
Pour l’article homonyme, voir Platypholis (genre animal).
Genre
Classification phylogénétique
Les Platypholis sont un genre de plantes herbacées de la famille des Orobanchacées.

## Espèces
- Platypholis boninsimae Maxim.